# Croupier (film)
Croupier is een Britse neo noir film uit 1998, geregisseerd door Mike Hodges.
Met deze film brak hoofdrolspeler Clive Owen door in de Verenigde Staten waar de film in 2000 een aanzienlijk publiek wist te bereiken.
In 2022 bracht Arrow Films Croupier uit op blu-ray en 4K.

## Rolverdeling
| Acteur           | Personage        |
| ---------------- | ---------------- |
| Clive Owen       | Jack Manfred     |
| Kate Hardie      | Bella            |
| Alex Kingston    | Jani de Villiers |
| Gina McKee       | Marion Nell      |
| Nicholas Ball    | Jack Sr.         |
| Alexander Morton | David Reynolds   |
| Nick Reding      | Giles Cremorne   |
| Paul Reynolds    | Matt             |
| Barnaby Kay      | autoverkoper     |